# Batalla de Rajgród (1794)
La Batalla de Rajgród (en polaco, Bitwa pod Rajgrodem) se libró el 10 de julio de 1794, en el pueblo de Rajgród, entre el ejército rebelde de la República de las Dos Naciones y las fuerzas del Reino de Prusia. Los rebeldes, utilizando sólo armas frías y sin la artillería pesada, fueron capaces de expulsar temporalmente de la ciudad al ejército prusiano.